# Morgan Advanced Materials
Morgan Advanced Materials er en britisk producent af specialiserede produkter i carbon, keramik og komposit. De har hovedkvarter i Windsor, Berkshire og de har 85 afdelinger i 30 lande. I 2022 havde de 7.800 ansatte og en omsætning på 1,112 mia. britiske pund.